# Bitva u Korčuly
Bitva u Korčuly se odehrála 9. září 1298 mezi flotilami Janova a Benátek. Byla to jedna z mnoha námořních bitev, které se odehrály ve 13. a 14. století mezi Janovem, Benátkami a Pisou, ve kterých šlo o kontrolu obchodu ve Středomoří a Levantu.
Bitva se odehrála v jižní Dalmácii, přesněji v průlivu mezi ostrovem Korčula a poloostrovem Pelješac. Benátčanům velel admirál Andrea Dandolo, syn dóžete Giovanniho Dandola, a Janovanům velel Lamba Doria. Janované bitvu vyhráli a Dandolo byl zabit v boji.
Benátčané utrpěli v bitvě těžké ztráty, ale dokázali povolat dalších 100 galér, díky kterým se jim podařilo dojednat přijatelné mírové podmínky, které znamenaly, že nedojde k žádnému většímu přesunu moci ve Středomoří.
Podle pozdějšího vyprávění, které zaznamenal Giovanni Battista Ramusio, byl mezi benátskými zajatci i Marco Polo, který během několika měsíců svého věznění nadiktoval svoji knihu Milion. Avšak zda byl zajat během této bitvy nebo během předcházejícího menšího střetnutí u Lajazza je nejasné.